# Hyalolaena
Hyalolaena är ett släkte i familjen flockblommiga växter. Det beskrevs av Alexander von Bunge 1852.

## Arter
Släktet omfattar 9–11 arter i Centralasien:
- Hyalolaena bupleuroides (Schrenk) Pimenov & Kljuykov
- Hyalolaena intermedia Pimenov & Kljuykov
- Hyalolaena issykkulensis Pimenov & Kljuykov
- Hyalolaena jaxartica Bunge
- Hyalolaena lipskyi (Korovin) Pimenov & Kljuykov
- Hyalolaena melanorrhiza Pimenov & Kljuykov
- Hyalolaena transcaspica (Korovin) Pimenov & Kljuykov
- Hyalolaena trichophylla (Schrenk) Pimenov & Kljuykov
- Hyalolaena tschuiliensis (Pavlov) Pimenov & Kljuykov
- Hyalolaena viridiflora Kljuykov
- Hyalolaena zhang-minglii Lyskov & Kljuykov